# Юность (поезд, Октябрьская железная дорога)
Юность (№ 023/024) — фирменный поезд, курсировавший по маршруту Москва — Санкт-Петербург до 2009 года. Сейчас под этим именем курсирует фирменный поезд сообщением Комсомольск-на-Амуре — Хабаровск (№ 627Ж/Э)

## Состав
Состоял из сидячих и купейных вагонов

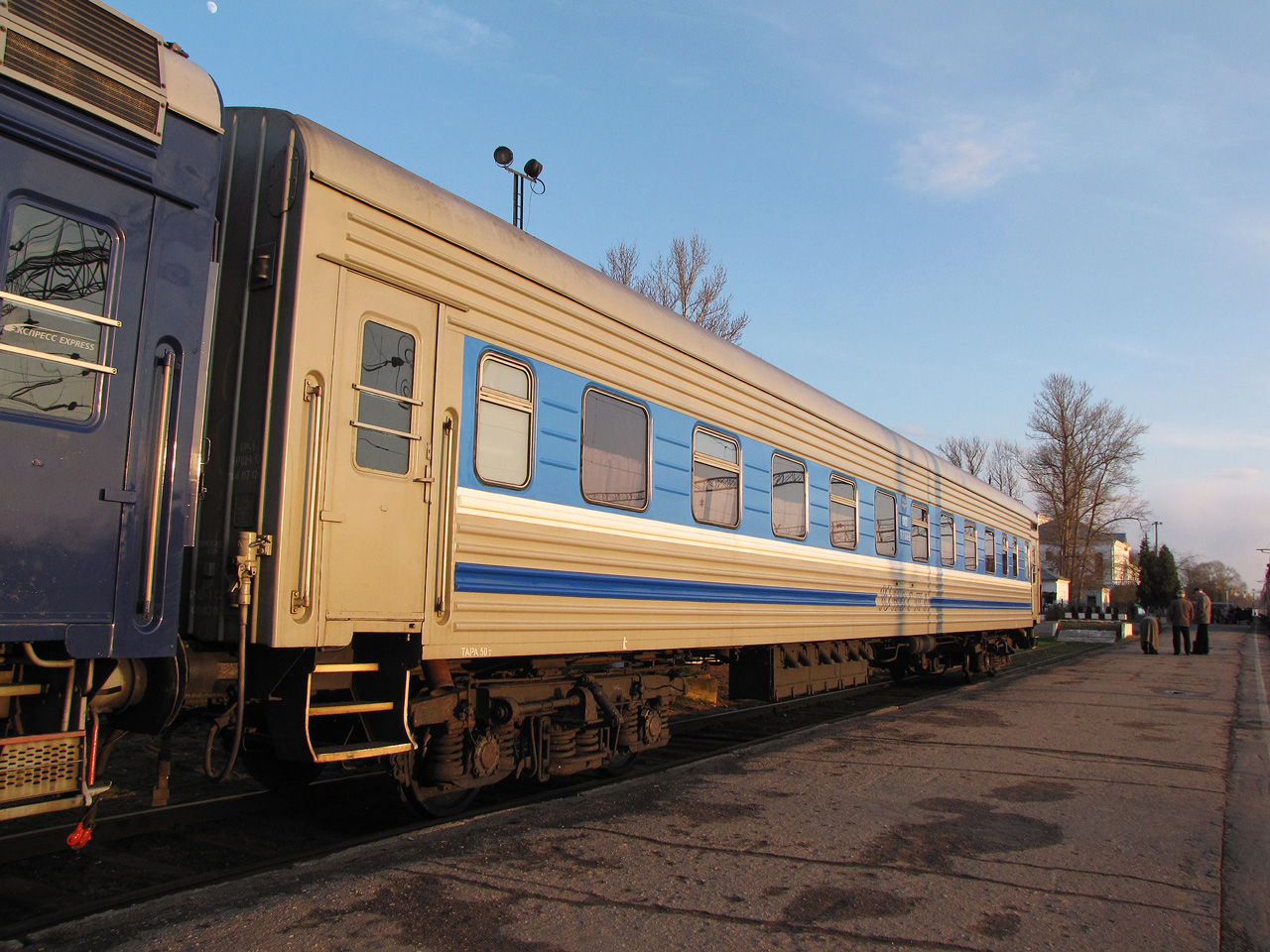
Сидячий вагон
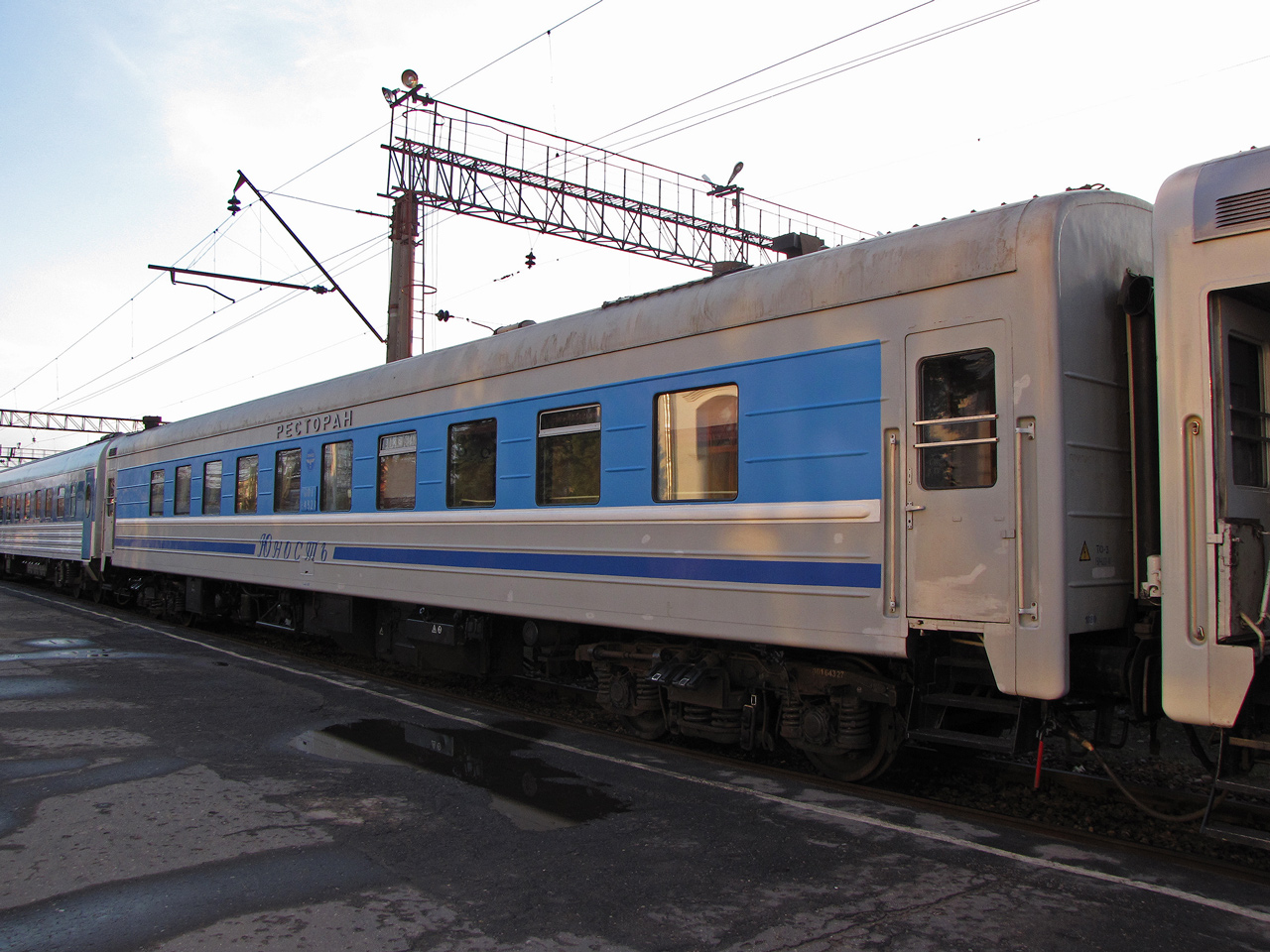
Вагон-ресторан

## Расписание движения
Поезд ходил ежедневно.

### Москва—Санкт-Петербург(№ 24)
Отправление из Москвы: 12:30.
Прибытие в Санкт-Петербург: 19:52.
Время в пути — 7 ч 22 мин.

### Санкт-Петербург—Москва(№ 23)
Отправление из Санкт-Петербурга: 13:05.
Прибытие в Москву: 20:55.
Время в пути — 7 ч 50 мин.

## Популярность поезда
Поезд совершал частые остановки на территории Тверской области, что обусловило его популярность как среди пассажиров, следующих по маршруту Москва — Санкт-Петербург, так и среди местного населения. Благодаря дешевизне билета пользовался популярностью среди студентов, пенсионеров и других малообеспеченных категорий населения.

## Несчастные случаи
27 февраля 1977 года в поезде произошёл пожар. От огня и удушливого дыма погибло 17 человек, включая курсантов Ленинградского высшего пожарно-технического училища — Михаила Жукова, Юрия Малышева и Виктора Иванова, возвращавшихся из отпуска. Данное чрезвычайное происшествие легло в основу советского фильма-катастрофы «34-й скорый».
27 июня 1997 года в туалете 13-го вагона сработало безоболочное взрывное устройство. Погибли 5 человек, 14 ранены.

## Отмена поезда
Поезд был отменен с 18 декабря 2009 года по причине ввода в эксплуатацию скоростных поездов Сапсан.

## Перевод на маршрутМосква—Воронеж
С 1 июня 2010 года состав поезда курсирует по маршруту Москва — Воронеж под номером 45/46. Отправление из Москвы — 15:18, прибытие в Воронеж — 22:23. По обратному маршруту: отправление из Воронежа: 7:12, прибытие в Москву: 14:17. В составе три купейных и до шести сидячих вагонов. Стоимость проезда (на 2.11.2011): в сидячем вагоне — 402 рубля, в купе — от 838 до 1577 рублей.